# Callerebia annada
Callerebia annada är en fjärilsart som beskrevs av Moore 1857. Callerebia annada ingår i släktet Callerebia och familjen praktfjärilar. Inga underarter finns listade i Catalogue of Life.

## Bildgalleri

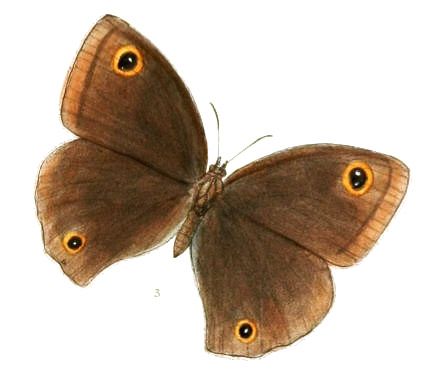
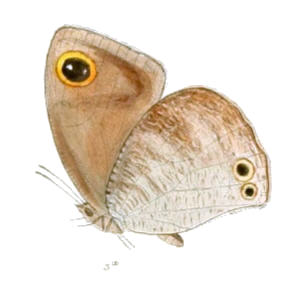
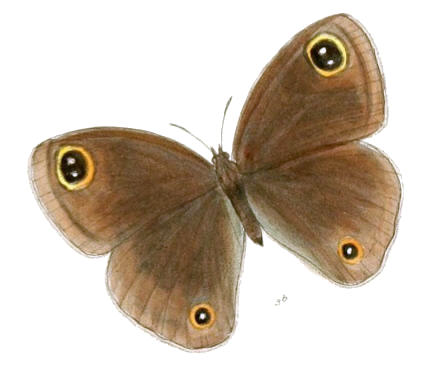